# Rigid Disk Block
Der Rigid Disk Block (RDB) ist ein spezieller Datenblock auf Datenträgern (typischerweise Festplatten), der in den Computern der Amiga-Reihe verwendet wird, um Partitions- und Dateisysteminformationen zu speichern. Diese Informationen umfassen das Partitionsschema oder die Partitionstabelle eines Datenträgers.
Im Gegensatz zu einem herkömmlichen Partitionsblock speichert der RDB selbst keine spezifischen Partitionseinträge. Stattdessen enthält er Verweise auf eine verknüpfte Liste von Partitionsblöcken, die die eigentlichen Daten zu den Partitionen beinhalten. Zu den enthaltenen Informationen gehören unter anderem:
- der Startpunkt der Partition
- die Größe der Partition
- das verwendete Dateisystem
- die Bootfähigkeit und -reihenfolge
- der Pufferspeichertyp

Ein weiteres Merkmal des RDB ist, dass er auch auf zusätzliche Treiber für Dateisysteme verweisen kann, die vom Amiga-Kickstart-ROM nicht direkt unterstützt werden. Hierzu gehören beispielsweise das Professional File System (PFS) oder das Smart File System (SFS), die auch das Booten von diesen Dateisystemen ermöglichen.
Der RDB muss mit den ASCII-Zeichen „RDSK“ beginnen. Diese Position ist jedoch nicht auf den ersten Block eines Datenträgers festgelegt. Vielmehr kann sich der RDB innerhalb der ersten 16 Blöcke befinden, wodurch die gleichzeitige Nutzung einer anderen Partitionstabelle, wie dem Master Boot Record (MBR) auf Block 0, ermöglicht wird (siehe auch Bootsektor).
Fast alle Amiga-Festplattencontroller unterstützen den RDB-Standard, wodurch Nutzer Festplatten unabhängig vom Controller-Hersteller verwenden können.